# سيدني يونايتد 58
نادي سيدني يونايتد 58 لكرة القدم (بالإنجليزية: Sydney United 58 Football Club)‏ هو نادي كرة قدم أسترالي تم إنشاؤه في سنة 1958 الميلادية وشارك في دوري نيو ساوث ويلز الممتاز الوطني.